# Tŷ Hywel
Tŷ Hywel (littéralement, en gallois, la « maison d’Hywel ») est un bâtiment du domaine parlementaire gallois situé à Cardiff, dans le quartier de Cardiff Bay, au pays de Galles (Royaume-Uni).
Érigé à partir de 1991 et inauguré en 1993, l’immeuble est connu jusqu’en 2008 sous le nom de Crickhowell House (« Tŷ Crughywel » en gallois), après avoir été le premier siège de l’assemblée nationale du pays de Galles entre 1999 et 2006. Accueillant les bureaux des membres du Senedd ainsi que ceux de fonctionnaires du Parlement, il est géré depuis 2007 par la commission de l’Assemblée, devenue en 2020 la commission du Senedd.

## Description
Tŷ Hywel est un immeuble de bureaux situé au sud de l’intersection de la Bute Place et de la Pierhead Street dans le quartier de Cardiff Bay. Appartenant au domaine parlementaire (Senedd estate en anglais), il est relié au sud-ouest au Senedd par le biais de passerelles de verre construites entre septembre 2004 et novembre 2005. Le site est desservi par la station ferroviaire de Cardiff Bay (en) et comporte au sud de l’immeuble un parc de stationnement privé appelé Tŷ Hywel Car Park,,,.
D’une superficie de 150 000 pieds au carré, le bâtiment de briques rouges se constitue de 5 étages et comporte un toit plat. À l’angle nord-est de l’immeuble, un bec de verre sur toute la hauteur du bâtiment laisse transparaître un escalier et l’entrée principale,,.
Outre les bureaux des membres et du personnel du Parlement, Tŷ Hywel est doté d’un centre éducatif interactif appelé Siambr Hywel ouvert en 2008 pour l’enseignement, les conférences et les cours magistraux ainsi que de cinq salles de comité depuis 2017,. 

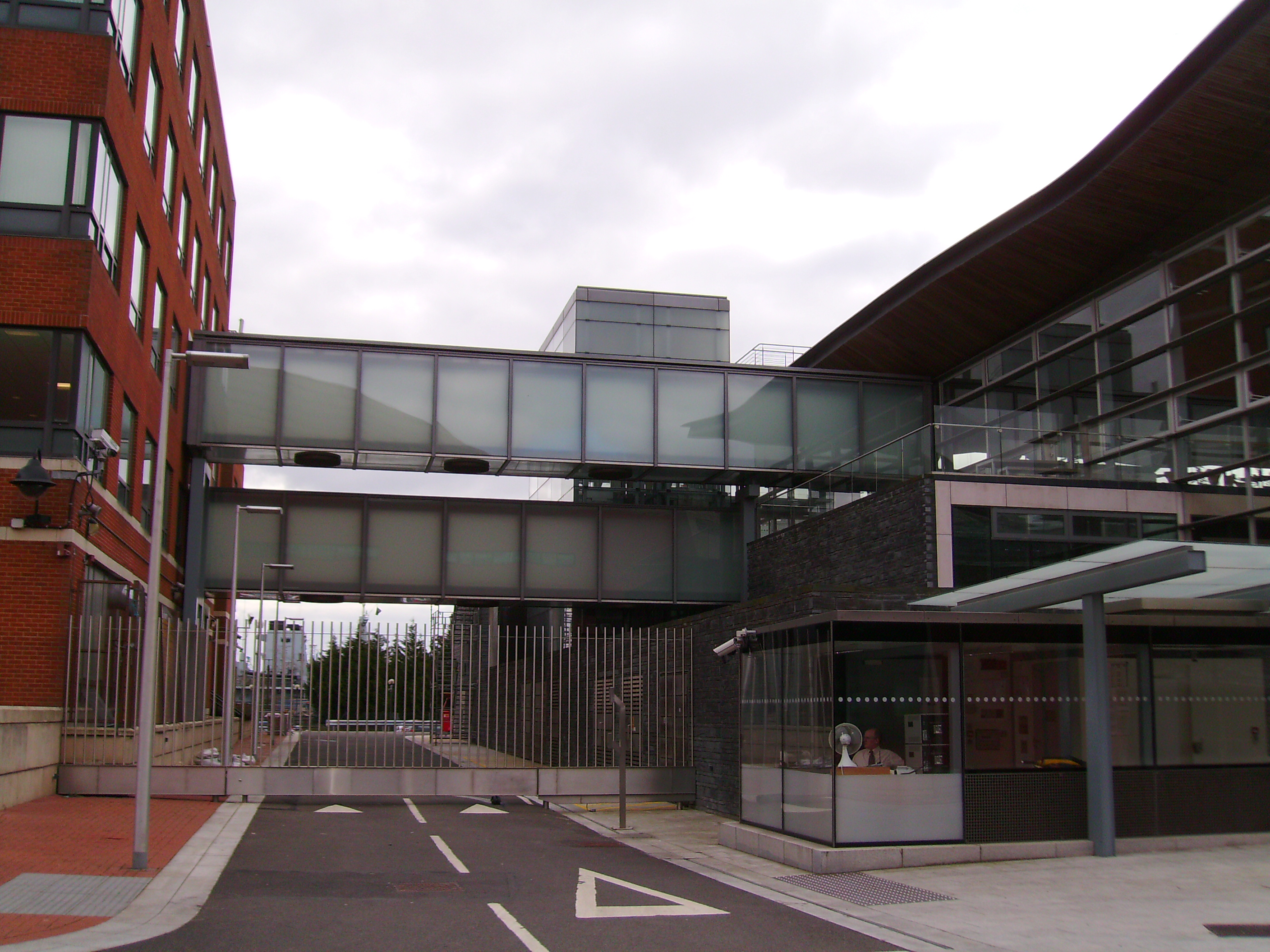
Passerelles reliant Tŷ Hywel au Senedd.
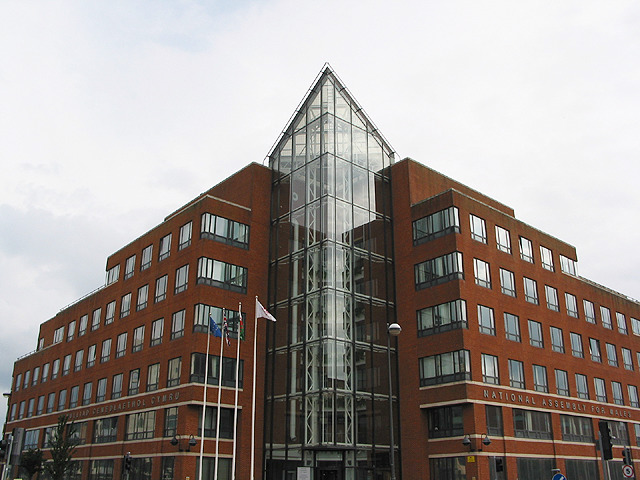
Entrée principale.
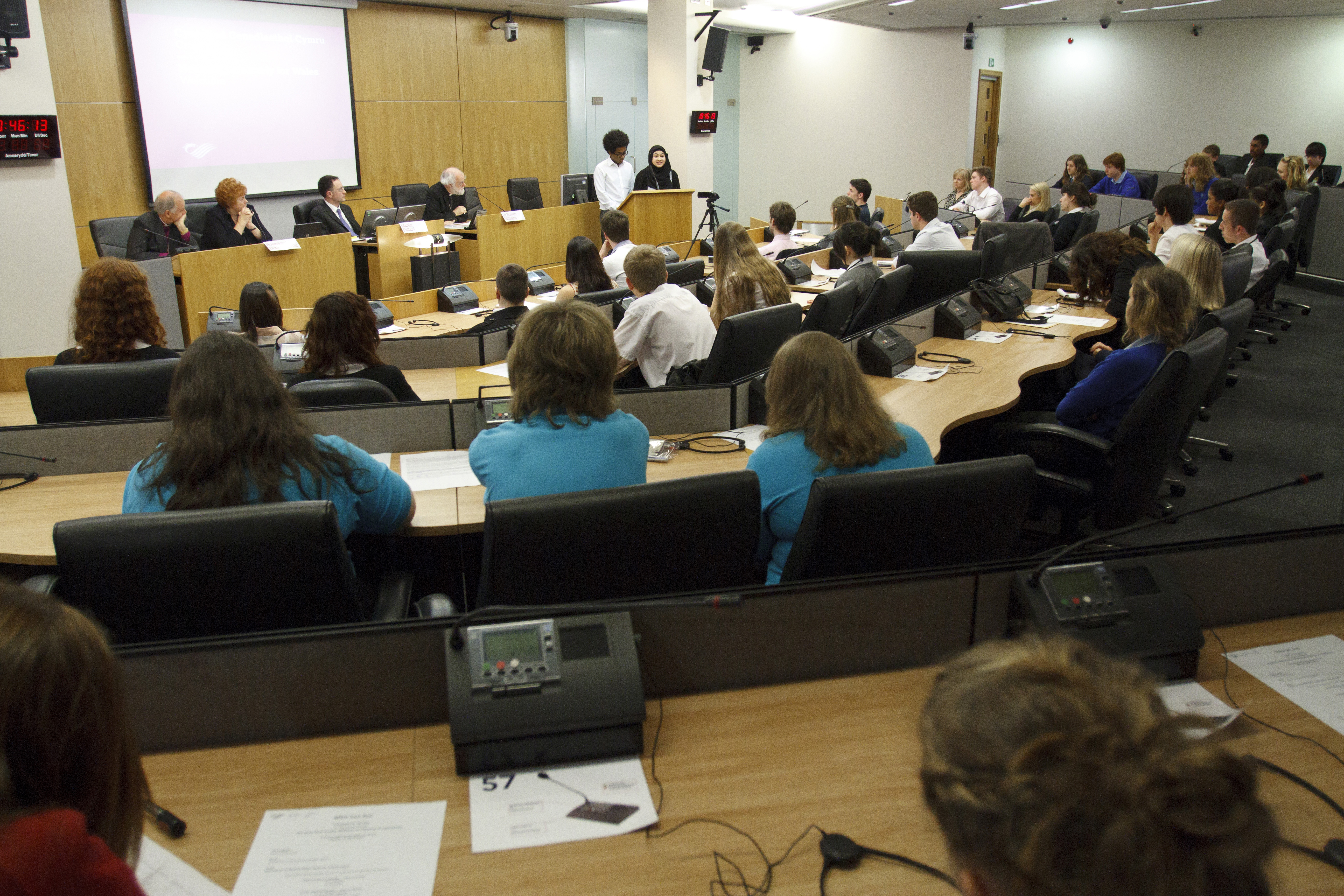
La Siambr Hywel.

## Historique

### Réalisation et premiers usages (1991-1999)
La construction du bâtiment s’inscrit dans le cadre d’un programme de régénération urbaine mis en place à Cardiff par le Gouvernement britannique à la fin du XXe siècle avec pour objectif de reconnecter le port du reste de la ville. Nicholas Edwards, le secrétaire d’État pour le Pays de Galles du gouvernement Thatcher, donne la mission de renouveler environ 1 100 hectares de parcelles en partie désaffectées à la Cardiff Bay Development Corporation, créée pour l’occasion en avril 1987.

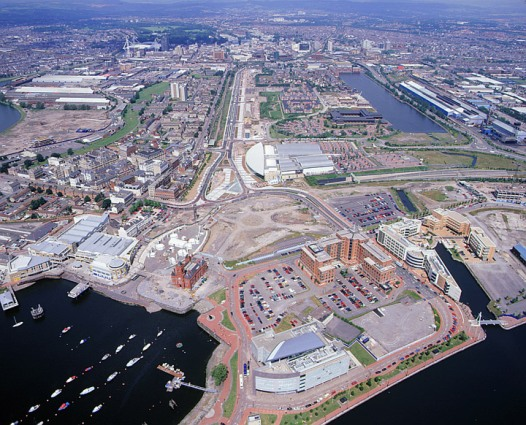
Vue aérienne du domaine parlementaire avant la construction du Senedd.

Conçu comme un immeuble de bureaux, le bâtiment est l’une des figures de proue du programme de régénération avec les logements de l’Atlantic Wharf et le centre commercial de Mermaid Quay. Sa réalisation, confiée à l’agence d’architecture Holder Mathias Alcok, s’achève dès 1993, faisant de la construction le premier office block de Cardiff Bay. À l’origine, Crickhowell est occupée par la Welsh Health Common Services Authority, une organisation quasi-non-gouvernementale, mais le Bureau gallois souhaite le transfert de ses bureaux vers Roath Basin à partir de 1995,,.

### Siège transitoire de l’assemblée dévolue (1999-2006)
En avril 1998, après plusieurs mois de négociations, Ron Davies, secrétaire d’État pour le Pays de Galles dans le gouvernement Blair, opte pour un complexe associant Crickhowell House, Pierhead et un autre bâtiment à construire comme futur lieu de réunion de la nouvelle assemblée nationale du pays de Galles plutôt que le City Hall de Cardiff. Le bâtiment devant abriter la chambre de réunion des membres de l’Assemblée ne pouvant être réalisé à temps, Crickhowell House est choisie comme siège temporaire de l’assemblée nationale du pays de Galles après les élections de mai 1999. Le personnel du Bureau gallois y est transféré à partir du 18 janvier 1999,,,.
Crickhowell devient le premier édifice législatif depuis la dernière période d’autonomie du début du XVe siècle, sous le règne d’Owain Glyndŵr, ultime monarque à la tête de la principauté de Galles, en accueillant la séance inaugurale d’entrée en fonction des membres le 12 mai 1999. Élisabeth II, le duc d’Édimbourg et le prince de Galles ouvrent solennellement la nouvelle mandature le 26 mai suivant. Crickhowell cesse d’être le lieu de réunion des membres de l’Assemblée lorsque la première séance plénière se tient presque 7 ans plus tard au Senedd le 7 février 2006. Le nouveau bâtiment est par ailleurs inauguré par les membres éminents de la famille royale le 1er mars suivant, jour de la Saint-David,,,,.

### Bâtiment secondaire du domaine parlementaire (depuis 2006)
À partir de 2006, l’immeuble continue d’être un édifice législatif du domaine parlementaire gallois bien qu’il soit désormais de second plan. Accueillant les bureaux des 60 membres de l’Assemblée, les groupes politiques et leurs collaborateurs, il est également le siège au cinquième étage de bureaux secondaires des membres du gouvernement ainsi que leurs assistants et celui de bureaux de médias comme la BBC. De même, depuis 2007, une partie du personnel de la commission de l’Assemblée y travaille,,,.
Le 17 avril 2008, un centre éducatif interactif est inauguré par lord Elis-Thomas dans l’ancien lieu de réunion rénové des membres de l’Assemblée en présence d’élèves de l’école Ysgol Pencae de Cardiff. Appelé Siambr Hywel, littéralement la « chambre d’Hywel », il est destiné à être une chambre de rencontre des jeunes à l’instar de celle des parlementaires avant 2006. Le nouvel espace est officiellement ouvert le 26 juin 2008 par le prince de Galles et la duchesse de Cornouailles,,.
À deux reprises, en 2009 et en 2013, le bâtiment aurait pu être acquis par la commission de l’Assemblée quand le bail était proposé à la vente mais les fonds publics nécessaires à l’achat n’étaient pas disponibles.

## Domonymie

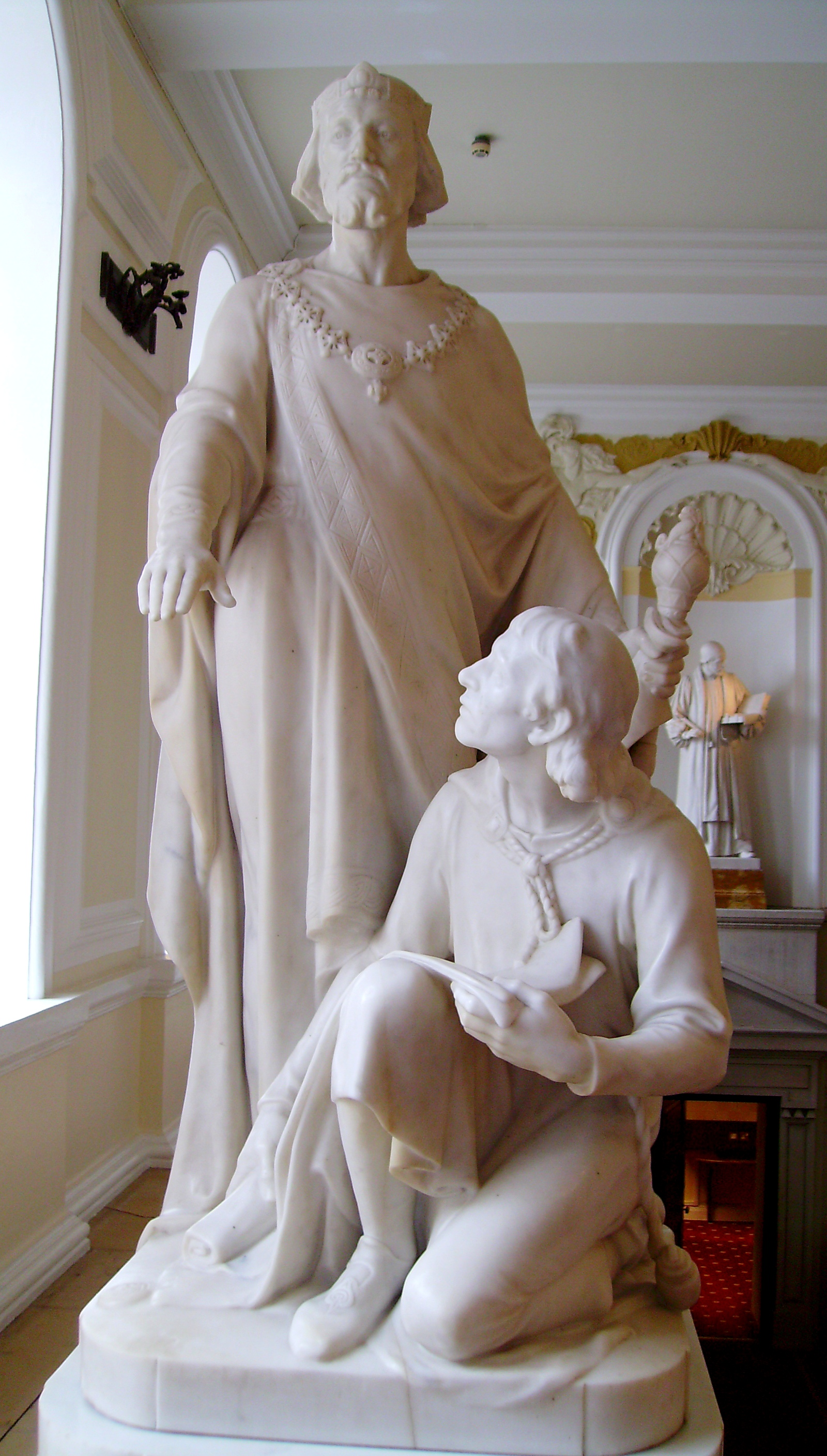
Sculpture d’Hywel Dda du City Hall de Cardiff.

Dès sa création en 1993, le bâtiment prend le nom de « Crickhowell House » en l’honneur de Nicholas Edwards, ancien secrétaire d’État pour le Pays de Galles de Margaret Thatcher (1979-1987), qui prend part à la politique de régénération urbaine qu’il avait lui-même lancé à Cardiff Bay cette fois-ci en acteur privé en prenant la tête de la National Rivers Authority à partir de 1989. Ce dernier avait élevé pair viager à la Chambre des lords par Élisabeth II en 1987 sous le titre de baron Crickhowell of Pont Esgob dans les montagnes Noires et le comté de Powys. L’immeuble est également connu en gallois sous le nom de « Tŷ Crucywel »,,,.
Désignée de façon informelle comme le « bâtiment de l’Assemblée » (Assembly building en anglais) en tant que siège de la législature dévolue galloise, il est aussi connu de façon légale sous le nom de « bureau de l’assemblée nationale du pays de Galles » (National Assembly for Wales Office en anglais), abrégé en « bureau de l’Assemblée » (Assembly Office en anglais).
Alors que lord Crickhowell est connu pour son scepticisme sur la dévolution du pouvoir au pays de Galles, la commission de l’Assemblée, responsable du bâtiment, adopte le 6 mars 2008 le changement de nom de Crickhowell House en Tŷ Hywel en l’honneur d’Hywel le Bon, un monarque gallois du Xe siècle régnant sur le Deheubarth, sur proposition de Dafydd Elis-Thomas, président de la chambre,.

## Organisation et gestion du bâtiment

### Propriétaires
Crickhowell House est commandée au cabinet Holder Mathias Alcok par Grosvenor Waterside, filiale de la holding Associated British Ports, pour un coût de 15 millions de livres sterling. En mars 2009, il est annoncé que la société Grosvenor Waterside vend le bâtiment pour 32 millions de livres sterling au Morley Fund Management’s Cardiff Waterside Estate, une filiale du groupe Aviva. Crick Properties Limited, une société spécialement répertoriée sur l’île de Man pour permettre son achat, l’acquiert par la suite pour 31 millions mais les propriétaires ultimes sont inconnus aux membres de l’Assemblée en octobre 2011,,,. 
Tŷ Hywel, de nouveau proposé à la vente pour plus de 34 millions en novembre 2013, est acquis en mars 2014 par la Broader Company Limited, une société basée sur les îles Vierges britanniques ; l’immeuble aurait été ainsi vendu plus de 40 millions de livres sterling à ce fonds d’investissement du Koweït. En novembre 2017, ces informations sont confirmées par les Paradise Papers. L’immeuble est acquis en décembre 2018 pour 47 millions de livres sterling par la Equitix Tiger English GP Limited, une société basée à Londres,,,,,.

### Locataires
Alors que sa livraison est attendue en septembre 1993, le bâtiment est loué dès l’origine à la Welsh Health Common Services Authority (WHCSA) qui fait de ces bureaux son siège social. Cependant, en 1995, le Bureau gallois ordonne à la WHCSA de transférer ses bureaux principaux dans un nouvel immeuble à Roath Basin,,,.
À partir du printemps 1998, le Bureau gallois négocie pour le site du nouveau bâtiment et Crickhowell un accord avec la WHCSA relatif au paiement du loyer dû à Grosvenor Waterside, dont le bail est de 2,3 millions de livres sterling annuels pour une période de 25 ans. Au sens de cet arrangement confidentiel traité par le secrétaire d’État Ron Davies, la période du bail est allongée de 5 années supplémentaires. Sans que ne soit prévue la cession du bâtiment à l’Assemblée, le bail est transféré à l’assemblée nationale du pays de Galles lorsque le Bureau gallois est dissous au 1er juillet 1999,,,. 
Le 10 avril 2007, un nouveau bail de 25 ans est signé par l’assemblée nationale du pays de Galles ; le montant du loyer a été établi à 1,7 million de livres sterling jusqu’en 2012, année au cours de laquelle il doit être porté à 2,3 millions. Aussi, en vertu du Government of Wales Act 2006, qui vise à séparer la branche exécutive de la législature dévolue, la commission de l’Assemblée acquiert la personnalité morale à la place de l’Assemblée à compter des élections générales de 2007 lui permettant notamment d’assumer le bail en son nom. Ce transfert survient au sens du National Assembly for Wales (Transfer of Property, Rights and Liabilities) Order 2007 à la séance inaugurale de la nouvelle législature, le 9 mai 2007,,,,.

### Sources
1. ↑  National Assembly for Wales, Cardiff Bay, 2017 (lire en ligne [PDF]), p. 1.
2. ↑  The National Assembly for Wales Commission, Resource Accounts 2007-08, 2008, 47 p. (lire en ligne [PDF]), p. 2.
3. ↑  National Assembly for Wales, Senedd History : Project History : 2004 (lire en ligne).
4. ↑  National Assembly for Wales, Senedd History : Project History : 2005 (lire en ligne).
5. ↑  National Assembly for Wales, Event Spaces, 28 p. (lire en ligne [PDF]), p. 19.
6. ↑  National Assembly for Wales, Key Events in the Development of the National Assembly for Wales : First Assembly : 1999 - 2003, Research Service, 2012, 43 p. (lire en ligne [PDF]), p. 13.
7. ↑  National Assembly for Wales, Key Events in the Development of the National Assembly for Wales : Second Assembly : 2003 - 2007, Research Service, 2012, 33 p. (lire en ligne [PDF]), p. 26.
8. ↑  National Assembly for Wales, Key Events in the Development of the National Assembly for Wales : Third Assembly : 2007 - 2011, Research Service, 2012, 30 p. (lire en ligne [PDF]), p. 18.
9. 1 2  The National Assembly for Wales (Transfer of Property, Rights and Liabilities) Order 2007, p. 1.
10. ↑  Assembly Commission, Assembly Commission : Minutes of 6 March 2008, 2008 (lire en ligne).
11. ↑  Government of Wales Act 2006, The Stationery Office Limited, 2006, 203 p. (lire en ligne [PDF]), p. 92.
12. ↑  The National Assembly for Wales (Transfer of Property, Rights and Liabilities) Order 2007, p. 1-3.